# 채종국
채종국(蔡鍾國, 1975년 10월 24일 ~ )은 전 KBO 리그 LG 트윈스의 내야수이자, 현 KBO 리그 고양 히어로즈의 내야수비코치이다.

## 선수 시절

### 아마추어 시절
연세대학교 시절 야구 국가 대표팀으로 선출돼 1996년 애틀랜타 올림픽에 출전했다. 그러나 대표팀은 참가국 중 최하위의 성적을 기록했다.

### 현대 유니콘스시절
이후 1998년 2차 3순위 지명을 받아 입단하였다. 2004년에 기회를 잡아 가능성을 보이기 시작하다가 2005년부터 성적이 점점 떨어졌다.

### SK 와이번스시절
2007년 시즌 중 1루수 조중근을 상대로 트레이드됐다가 시즌 후 방출됐다.

### LG 트윈스시절
2008년에 이적하였다. 2008년 시즌 후 방출됐다.

## 야구선수 은퇴 후
2011년 시즌 후 넥센 히어로즈의 코치로 활동했다.

## 별명
- 이름이 같은 김종국의 별명 중 하나인 '갑종국'이라는 별명에서 따온 '을종국'이라고 불린다.

## 출신 학교
- 동삼초등학교
- 부산대신중학교
- 경남상업고등학교
- 연세대학교

## 통산 기록
| 연도 | 팀명  | 타율  | 경기 | 타수 | 득점 | 안타 | 2루타 | 3루타 | 홈런 | 루타 | 타점 | 도루 | 도실 | 볼넷 | 사구 | 삼진 | 병살 | 실책 |
| ---- | ----- | ----- | ---- | ---- | ---- | ---- | ----- | ----- | ---- | ---- | ---- | ---- | ---- | ---- | ---- | ---- | ---- | ---- |
| 1999 | 현대  | 0.200 | 1    | 5    | 0    | 1    | 0     | 0     | 0    | 1    | 0    | 0    | 0    | 0    | 0    | 0    | 1    | 0    |
| 2001 | 현대  | 0.214 | 59   | 42   | 8    | 9    | 0     | 0     | 1    | 12   | 5    | 1    | 0    | 4    | 1    | 12   | 1    | 3    |
| 2002 | 현대  | 0.228 | 100  | 184  | 24   | 42   | 7     | 0     | 3    | 58   | 15   | 0    | 2    | 13   | 12   | 36   | 2    | 8    |
| 2003 | 현대  | 0.241 | 90   | 137  | 18   | 33   | 8     | 0     | 3    | 50   | 16   | 0    | 0    | 7    | 6    | 31   | 3    | 7    |
| 2004 | 현대  | 0.275 | 128  | 327  | 40   | 90   | 19    | 0     | 4    | 121  | 34   | 4    | 4    | 22   | 14   | 55   | 6    | 12   |
| 2005 | 현대  | 0.237 | 106  | 342  | 45   | 81   | 10    | 1     | 9    | 120  | 36   | 1    | 8    | 25   | 19   | 40   | 6    | 17   |
| 2006 | 현대  | 0.212 | 97   | 222  | 25   | 47   | 9     | 0     | 2    | 62   | 19   | 1    | 2    | 12   | 7    | 28   | 7    | 7    |
| 2007 | SK    | 0.163 | 23   | 43   | 3    | 7    | 1     | 0     | 0    | 8    | 2    | 0    | 0    | 3    | 0    | 8    | 0    | 3    |
| 2008 | LG    | 0.195 | 55   | 41   | 6    | 8    | 0     | 0     | 0    | 8    | 1    | 1    | 0    | 2    | 0    | 3    | 2    | 2    |
| 통산 | 9시즌 | 0.237 | 659  | 1343 | 169  | 318  | 54    | 1     | 22   | 440  | 128  | 8    | 16   | 88   | 59   | 213  | 28   | 59   |